# Sc Heerenveen in het seizoen 2016/17 (mannen)
Deze pagina geeft diverse statistieken van voetbalclub sc Heerenveen van het seizoen 2016/2017. Heerenveen speelt dit seizoen in de Eredivisie en doet mee in de strijd om de KNVB beker. Op 16 maart 2016 werd bekendgemaakt dat Jurgen Streppel dit seizoen het stokje zou overnemen van Foppe de Haan. Na vijftien jaar is hoofdsponsor Univé niet meer op de borst van de shirts te vinden, maar blijft wel als kleine sponsor op de rug en de mouw van de shirts staan. Tot er een nieuwe hoofdsponsor was gevonden stond KiKa op de shirts van de Friezen. Op 23 augustus 2016 werd bekendgemaakt dat GroenLeven de nieuwe hoofdsponsor van de Friezen is voor de komende drie seizoenen.

## Selectie
| No.           | Naam                 | Nationaliteit | Geboortedatum | Vorige club                             |
| ------------- | -------------------- | ------------- | ------------- | --------------------------------------- |
| Keepers       |                      |               |               |                                         |
| 1             | Erwin Mulder         | Nederland     | 03-03-1989    | Feyenoord                               |
| 31            | Jan Bekkema          | Nederland     | 09-04-1996    | eigen jeugd                             |
| 33            | Wouter van der Steen | Nederland     | 03-06-1990    | Helmond Sport                           |
| Verdedigers   |                      |               |               |                                         |
| 2             | Stefano Marzo        | België        | 22-03-1991    | Beerschot AC                            |
| 4             | Joost van Aken       | Nederland     | 13-05-1994    | eigen jeugd                             |
| 5             | Lucas Bijker         | Nederland     | 04-03-1993    | SC Cambuur                              |
| 12            | Doke Schmidt         | Nederland     | 07-04-1992    | Go Ahead Eagles (verhuur) / eigen jeugd |
| 16            | Jerry St. Juste      | Nederland     | 19-10-1996    | eigen jeugd                             |
| 22            | Caner Cavlan         | Nederland     | 05-02-1992    | De Graafschap                           |
| 25            | Willem Huizing       | Nederland     | 01-02-1995    | eigen jeugd                             |
| 27            | Stefan Gartenmann    | Denemarken    | 02-02-1997    | eigen jeugd                             |
| 32            | Joris Voest          | Nederland     | 08-01-1995    | eigen jeugd                             |
| 36            | Jair Oosterlen       | Nederland     | 11-04-1997    | eigen jeugd                             |
| 38            | Rannick Schoop       | Curaçao       | 25-09-1996    | eigen jeugd                             |
| 39            | Kik Pierie           | Nederland     | 20-07-2000    | eigen jeugd                             |
|               | Wout Faes            | België        | 03-04-1998    | RSC Anderlecht                          |
| Middenvelders |                      |               |               |                                         |
| 6             | Stijn Schaars        | Nederland     | 11-01-1984    | PSV                                     |
| 8             | Morten Thorsby       | Noorwegen     | 05-05-1996    | Stabæk Fotball                          |
| 10            | Simon Thern          | Zweden        | 18-09-1992    | Malmö FF                                |
| 17            | Martin Ødegaard      | Noorwegen     | 17-12-1998    | Real Madrid                             |
| 18            | Younes Namli         | Denemarken    | 20-06-1994    | Akademisk BK                            |
| 19            | Pelle van Amersfoort | Nederland     | 01-04-1996    | Almere City FC (verhuur) / eigen jeugd  |
| 21            | Yuki Kobayashi       | Japan         | 24-04-1992    | Júbilo Iwata                            |
| 26            | Jordy Bruijn         | Nederland     | 23-07-1996    | AFC Ajax                                |
| 34            | Rewan Amin           | Nederland     | 08-01-1996    | eigen jeugd                             |
| 37            | Michel Vlap          | Nederland     | 02-06-1997    | eigen jeugd                             |
| Aanvallers    |                      |               |               |                                         |
| 7             | Luciano Slagveer     | Nederland     | 10-04-1993    | eigen jeugd                             |
| 9             | Reza Ghoochannejhad  | Iran          | 20-09-1987    | Charlton Athletic                       |
| 11            | Sam Larsson          | Zweden        | 10-04-1993    | IFK Göteborg                            |
| 13            | Arber Zeneli         | Kosovo        | 25-02-1995    | IF Elfsborg                             |
| 20            | Henk Veerman         | Nederland     | 26-02-1991    | FC Volendam                             |

## Wedstrijden

### Oefenwedstrijden
| oefenwedstrijd                                                                                       | VV Heerenveen | 1 - 8 (1 - 4)                                         | sc Heerenveen | Opstelling sc Heerenveen: |
| za. 25 juni 2016 Aanvangstijd: 15:30 uur Plaats: Heerenveen Sportpark Skoatterwâld                   | Jasper Brouwer 29'                                                                                                | 0 - 1 0 - 2 0 - 3 0 - 4 1 - 4 1 - 5 1 - 6 1 - 7 1 - 8 | 4' Quincy Owusu-Abeyie 14' Henk Veerman 17' Quincy Owusu-Abeyie 27' Luka Zahovic 49' Michel Vlap 56' Pelle van Amersfoort 73' Mitchell te Vrede 78' Michel Vlap | Eerste helft: v.d. Steen; Marzo, St. Juste , van Koesveld, Cavlan; v.d. Boomen, Zahovic, Thorsby; Owusu-Abeyie, Veerman, Varga Tweede helft: Sietsma; Schoop, Otigba, van Aken , Bijker; Amin, Vlap, Huizing; Slagveer, te Vrede, van Amersfoort     |
| oefenwedstrijd                                                                                       | Drachtster Boys                                                                                                   | 0 - 4 (0 - 0)                                         | sc Heerenveen | Opstelling sc Heerenveen: |
| za. 2 juli 2016 Aanvangstijd: 19:00 uur Plaats: Drachten Sportpark Drachtster Bos                    | | 0 - 1 0 - 2 0 - 3 0 - 4                               | 55' Henk Veerman 65' Henk Veerman 70' Rewan Amin 78' Luciano Slagveer                                                                                           | Eerste helft: Mulder ; Huizing, Gartenmann, van Koesveld, Bijker; Oosterlen, Namli, Thorsby; Zeneli, te Vrede, Owusu-Abeyie Tweede helft: Bekkema; Schmidt, Otigba, Pierie, Cavlan; van den Boomen, van Amersfoort, Amin; Slagveer, Veerman, Larsson |
| oefenwedstrijd                                                                                       | sc Heerenveen | 5 - 1 (2 - 0)                                         | FC Emmen | Opstelling sc Heerenveen: |
| vr. 8 juli 2016 Aanvangstijd: 19:00 uur Plaats: Sexbierum Sportpark De Lytse Trije                   | Reza Ghoochannejhad 7' Reza Ghoochannejhad 35' Pelle van Amersfoort 48' Sam Larsson 52' Luciano Slagveer 54'      | 1 - 0 2 - 0 3 - 0 4 - 0 5 - 0 5 - 1                   | 88' Sander Rozema | Van der Steen; Schoop, Otigba, St. Juste, Bijker; Van den Boomen, Namli, van Amersfoort; Slagveer, Reza, Larsson Na 60 minuten: Sietsma; Marzo , Huizing, Van Koesveld, Cavlan; Amin, Zahovic, Thorsby; Zeneli, Veerman, Te Vrede                    |
| oefenwedstrijd                                                                                       | sc Heerenveen | 5 - 1 (2 - 0)                                         | FC Oss | Opstelling sc Heerenveen: |
| do. 14 juli 2016 Aanvangstijd: 19:00 uur Plaats: Hoorn, Terschelling Sportveld Ouse Dobe             | Pelle van Amersfoort 22' Pelle van Amersfoort 38' Luka Zahovic 65' Simon Thern 80' (pen.) Reza Ghoochannejhad 86' | 1 - 0 2 - 0 3 - 0 4 - 0 5 - 0 5 - 1                   | 89' Istvan Bakx | Mulder (46' van der Steen); Marzo (61' Schoop), St. Juste (46' Otigba), Bijker, Cavlan; Thorsby (61' Thern), van Amersfoort (46' Zahovic), Namli (46' Huizing); Slagveer (46' Larsson ), Veerman (46' Reza), Zeneli (39' van den Boomen)             |
| oefenwedstrijd                                                                                       | RSC Anderlecht | 3 - 1 (1 - 1)                                         | sc Heerenveen | Opstelling sc Heerenveen: |
| wo. 20 juli 2016 Aanvangstijd: 19:00 uur Plaats: Brussel Constant Vanden Stockstadion                | Steven Defour 45' Trezeguet 71' Youri Tielemans 78' (pen.)                                                        | 0 - 1 1 - 1 2 - 1 3 - 1                               | 11' Arber Zeneli | Mulder ; Marzo, St. Juste, Otigba (29' Slagveer), Bijker; Thorsby (76' Huizing), van Amersfoort (46' van den Boomen), Namli; Zeneli (62' Schoop), Reza (68. Veerman), Larsson (73' Zahovic) 38' Bijker                                               |
| oefenwedstrijd                                                                                       | sc Heerenveen | 1 - 0 (0 - 0)                                         | Genclerbirligi SK | Opstelling sc Heerenveen: |
| za. 23 juli 2016 Aanvangstijd: 19:00 uur Plaats: Langezwaag Sportpark 't Paradyske                   | Sam Larsson 60'                                                                                                   | 1 - 0                                                 | | Mulder (45' van der Steen); Marzo, St. Juste, Bijker (60' Otigba), Cavlan (88' Huizing); Thorsby (70' Thern), Namli, van Amersfoort; Slagveer (70' Zeneli), Reza (78' Veerman), Larsson                                                              |
| oefenwedstrijd Feandei                                                                               | sc Heerenveen | 0 - 2 (0 - 1)                                         | Real Sociedad | Opstelling sc Heerenveen: |
| za. 30 juli 2016 Aanvangstijd: 19:30 uur Plaats: Heerenveen Abe Lenstra Stadion Toeschouwers: 12.000 | | 0 - 1 0 - 2                                           | 33' Juanmi 81' Joseba Zaldúa | Mulder; Marzo, St. Juste, van Aken (63' Otigba), Bijker; Schaars (79' Thern), Namli, van Amersfoort (79' Slagveer); Zeneli, Reza, Larsson (79' Veerman)                                                                                              |
| oefenwedstrijd                                                                                       | sc Heerenveen | 1 - 0 (1 - 0)                                         | Telstar | Opstelling sc Heerenveen: |
| wo. 31 augustus 2016 Aanvangstijd: 14:00 uur Plaats: Heerenveen Abe Lenstra Stadion Toeschouwers: -  | Henk Veerman 17'                                                                                                  | 1 - 0                                                 | | Mulder (van der Steen), Huizing (Schoop), Pierie (Gartenmann), Van Aken (Bijker), Cavlan; Schaars (Amin), Thern, Kobayashi (Bruijn); Slagveer (Vlap), Veerman, Zeneli (Namli)                                                                        |
| oefenwedstrijd                                                                                       | VfL. Wolfsburg | 1 - 2 (1 - 0)                                         | sc Heerenveen | Opstelling sc Heerenveen: |
| za. 7 januari 2017 Aanvangstijd: 15:00 uur Plaats: Costa Cálida La Manga Toeschouwers: -             | Mario Gomez 38' (pen.)                                                                                            | 1 - 0 1 - 1 1 - 2                                     | 54' Reza Ghoochannejhad 86' Michel Vlap | Mulder; Marzo, Schmidt, van Aken, Bijker; Schaars (30' Thorsby, 60' Namli), Kobayashi, van Amersfoort (76' Vlap); Zeneli (76' Slagveer), Reza, Larsson (76' Johnsen)                                                                                 |

### Eredivisie
| 1e speelronde | AZ Alkmaar                                                                                           | 2 - 2 (1 - 1)                             | sc Heerenveen                                                          | Opstelling sc Heerenveen: |
| zo. 7 augustus 2016 Aanvangstijd: 14:30 uur Plaats: Alkmaar AFAS Stadion Toeschouwers: 14.377 Scheidsrechter: Danny Makkelie                      | Markus Henriksen 33' Wout Weghorst 52' (pen.)                                                        | 1 - 0 1 - 1 2 - 1 2 - 2                   | 40' Arber Zeneli 82' Stijn Schaars                                     | Mulder; Marzo, St. Juste, van Aken, Bijker; Namli (64' Huizing), van Amersfoort, Schaars ; Slagveer, Reza (76' Veerman), Zeneli (81' Cavlan) 20' Bijker 51' van Amersfoort 57' van Aken 68',71' Huizing 94' Veerman |
| 2e speelronde | sc Heerenveen                                                                                        | 2 - 2 (1 - 2)                             | FC Utrecht                                                             | Opstelling sc Heerenveen: |
| vr. 12 augustus 2016 Aanvangstijd: 20:00 uur Plaats: Heerenveen Abe Lenstra Stadion Toeschouwers: 20.850 Scheidsrechter: Jeroen Manschot          | Luciano Slagveer 12' Reza Ghoochannejhad 70'                                                         | 1 - 0 1 - 1 1 - 2 2 - 2                   | 33' Sebastien Haller 35' Bart Ramselaar                                | Mulder; Marzo, St. Juste, van Aken, Bijker; Namli, van Amersfoort (65' Veerman), Schaars ; Slagveer (84' Thorsby), Reza (87' Thern), Zeneli 33' St. Juste                                                           |
| 3e speelronde | NEC Nijmegen                                                                                         | 2 - 1 (1 - 1)                             | sc Heerenveen                                                          | Opstelling sc Heerenveen: |
| za. 20 augustus 2016 Aanvangstijd: 20:45 uur Plaats: Nijmegen Stadion De Goffert Toeschouwers: 9.500 Scheidsrechter: Edwin van de Graaf           | Dario Đumić 32' Reagy Ofosu 58'                                                                      | 1 - 0 1 - 1 2 - 1                         | 36' Pelle van Amersfoort                                               | Mulder; Marzo, St. Juste, van Aken, Bijker; Namli (73' Veerman), van Amersfoort (77' Thern), Schaars ; Slagveer (66' Larsson), Reza, Zeneli 72' Bijker                                                              |
| 4e speelronde | sc Heerenveen                                                                                        | 1 - 0 (0 - 0)                             | PEC Zwolle                                                             | Opstelling sc Heerenveen: |
| za. 27 augustus 2016 Aanvangstijd: 19:45 uur Plaats: Heerenveen Abe Lenstra Stadion Toeschouwers: 20.080 Scheidsrechter: Allard Lindhout          | Sam Larsson 50'                                                                                      | 1 - 0                                     |                                                                        | Mulder; Marzo (86' Cavlan), St. Juste, van Aken, Bijker; Namli, van Amersfoort, Schaars ; Slagveer (46' Larsson), Reza (89' Veerman), Zeneli 56' Schaars                                                            |
| 5e speelronde | sc Heerenveen                                                                                        | 3 - 1 (1 - 0)                             | FC Twente                                                              | Opstelling sc Heerenveen: |
| za. 10 september 2016 Aanvangstijd: 20:45 uur Plaats: Heerenveen Abe Lenstra Stadion Toeschouwers: 20.850 Scheidsrechter: Jochem Kamphuis         | Reza Ghoochannejhad 35' Sam Larsson 66' Reza Ghoochannejhad 90'                                      | 1 - 0 2 - 0 2 - 1 3 - 1                   | 78' Bersant Celina                                                     | Mulder; Marzo, St. Juste (49' Facey), van Aken, Bijker; Kobayashi (62' Namli), van Amersfoort, Schaars ; Zeneli (82' Slagveer), Reza, Larsson 49' Facey                                                             |
| 6e speelronde | Roda JC                                                                                              | 0 - 3 (0 - 1)                             | sc Heerenveen                                                          | Opstelling sc Heerenveen: |
| za. 17 september 2016 Aanvangstijd: 19:45 uur Plaats: Kerkrade Parkstad Limburg Stadion Toeschouwers: 12.407 Scheidsrechter: Bas Nijhuis          | | 0 - 1 0 - 2 0 - 3                         | 8' Sam Larsson 68' Henk Veerman 77' Arber Zeneli                       | Mulder; Marzo, St. Juste (81' Cavlan), Facey, Bijker; Kobayashi, van Amersfoort (61' Veerman), Schaars ; Zeneli, Reza, Larsson (76' Slagveer) 44',75' Facey 59' St. Juste                                           |
| 7e speelronde | ADO Den Haag                                                                                         | 0 - 3 (0 - 1)                             | sc Heerenveen                                                          | Opstelling sc Heerenveen: |
| za. 24 september 2016 Aanvangstijd: 18:30 uur Plaats: Den Haag Kyocera Stadion Toeschouwers: 10.572 Scheidsrechter: Reinold Wiedemeijer           | | 0 - 1 0 - 2 0 - 3                         | 26' (e.d.) Wilfried Kanon 79' Arber Zeneli 88' Henk Veerman            | Mulder; Marzo, St. Juste, van Aken, Bijker; Kobayashi, van Amersfoort (89' Thorsby), Schaars ; Zeneli, Reza (84' Veerman), Larsson (89' Slagveer) 36' Marzo                                                         |
| 8e speelronde | sc Heerenveen                                                                                        | 1 - 1 (0 - 0)                             | PSV                                                                    | Opstelling sc Heerenveen: |
| za. 1 oktober 2016 Aanvangstijd: 19:45 uur Plaats: Heerenveen Abe Lenstra Stadion Toeschouwers: 23.650 Scheidsrechter: Pol van Boekel             | Arber Zeneli 72'                                                                                     | 1 - 0 1 - 1                               | 75' (e.d.) Jerry St. Juste                                             | Mulder; Marzo, St. Juste, van Aken, Bijker; Kobayashi (90+3' Thorsby), van Amersfoort, Schaars ; Zeneli, Reza (79' Veerman), Larsson (52' Slagveer) 87' Mulder                                                      |
| 9e speelronde | FC Groningen                                                                                         | 0 - 3 (0 - 1)                             | sc Heerenveen                                                          | Opstelling sc Heerenveen: |
| za. 15 oktober 2016 Aanvangstijd: 20:45 uur Plaats: Groningen Euroborg Toeschouwers: 21.155 Scheidsrechter: Richard Liesveld                      | | 0 - 1 0 - 2 0 - 3                         | 7' Arber Zeneli 73' Sam Larsson 82' Reza Ghoochannejhad                | Mulder; Marzo, St. Juste, van Aken, Bijker; Kobayashi, van Amersfoort, Schaars ; Zeneli (76' Slagveer), Reza, Larsson (81' Veerman)                                                                                 |
| 10e speelronde | sc Heerenveen                                                                                        | 3 - 1 (1 - 1)                             | Heracles Almelo                                                        | Opstelling sc Heerenveen: |
| zo. 23 oktober 2016 Aanvangstijd: 16:45 uur Plaats: Heerenveen Abe Lenstra Stadion Toeschouwers: 21.000 Scheidsrechter: Kevin Blom                | Stefano Marzo 21' Sam Larsson 68' Jerry St. Juste 78'                                                | 1 - 0 1 - 1 2 - 1 3 - 1                   | 40' Brandley Kuwas                                                     | Mulder; Marzo, St. Juste, van Aken, Bijker (56' Cavlan); Kobayashi, van Amersfoort, Schaars ; Zeneli (87' Slagveer), Reza (82' Veerman), Larsson                                                                    |
| 11e speelronde | Feyenoord                                                                                            | 2 - 2 (2 - 1)                             | sc Heerenveen                                                          | Opstelling sc Heerenveen: |
| zo. 30 oktober 2016 Aanvangstijd: 14:30 uur Plaats: Rotterdam de Kuip Toeschouwers: 47.500 Scheidsrechter: Pol van Boekel                         | Nicolai Jorgensen 26' Dirk Kuijt 41' (pen.) Rick Karsdorp 41'                                        | 0 - 1 1 - 1 2 - 1 2 - 2                   | 5' Reza Ghoochannejhad 60' Arber Zeneli                                | Mulder; Marzo, St. Juste, van Aken (67' Cavlan), Bijker; Kobayashi, Thorsby, Schaars ; Zeneli (75' Veerman), Reza, Larsson (84' Slagveer) 22' Ghoochannejhad                                                        |
| 12e speelronde | Sparta Rotterdam                                                                                     | 3 - 1 (2 - 1)                             | sc Heerenveen                                                          | Opstelling sc Heerenveen: |
| vr. 4 november 2016 Aanvangstijd: 20:00 uur Plaats: Rotterdam Spartastadion Het Kasteel Toeschouwers: 10.432 Scheidsrechter: Reinold Wiedemeijer  | Stijn Spierings 15' Zakaria El Azzouzi 19' Craig Goodwin 68'                                         | 0 - 1 1 - 1 2 - 1 3 - 1                   | 9' Jerry St. Juste                                                     | Mulder; Marzo, St. Juste, Bijker, Cavlan (77' Namli); Kobayashi, Thorsby (50' Veerman), Schaars ; Zeneli, Reza, Larsson (65' Slagveer) 78' Bijker                                                                   |
| 13e speelronde | sc Heerenveen                                                                                        | 1 - 1 (0 - 0)                             | Vitesse                                                                | Opstelling sc Heerenveen: |
| za. 19 november 2016 Aanvangstijd: 18:30 uur Plaats: Heerenveen Abe Lenstra Stadion Toeschouwers: 24.465 Scheidsrechter: Ed Janssen               | Henk Veerman 84'                                                                                     | 0 - 1 1 - 1                               | 72' Lewis Baker                                                        | Mulder ; Marzo, St. Juste, van Aken, Bijker; Kobayashi, Thorsby (78' van Amersfoort), Namli (87' Thern); Zeneli, Reza (78' Veerman), Larsson 59' Thorsby 73' Mulder                                                 |
| 14e speelronde | sc Heerenveen                                                                                        | 0 - 1 (0 - 0)                             | Ajax                                                                   | Opstelling sc Heerenveen: |
| zo. 27 november 2016 Aanvangstijd: 14:30 uur Plaats: Heerenveen Abe Lenstra Stadion Toeschouwers: 25.800 Scheidsrechter: Danny Makkelie           | | 0 - 1                                     | 71' Davy Klaassen                                                      | Mulder ; Marzo, St. Juste, van Aken, Bijker; Kobayashi, van Amersfoort (73' Thern), Namli (79' Veerman); Zeneli (89' Vlap), Reza, Larsson 84' Larsson 87' van Aken                                                  |
| 15e speelronde | Go Ahead Eagles                                                                                      | 1 - 3 (1 - 3)                             | sc Heerenveen                                                          | Opstelling sc Heerenveen: |
| za. 3 december 2016 Aanvangstijd: 18:30 uur Plaats: Deventer de Adelaarshorst Toeschouwers: 9.187 Scheidsrechter: Allard Lindhout                 | Darren Maatsen 7'                                                                                    | 1 - 0 1 - 1 1 - 2 1 - 3                   | 20' Reza Ghoochannejhad 27' Reza Ghoochannejhad 45' Yuki Kobayashi     | Mulder ; Marzo, St. Juste (69' Slagveer), van Aken, Bijker; Kobayashi, van Amersfoort (86' Thorsby), Namli; Zeneli (77' Cavlan), Reza, Larsson 72' van Amersfoort                                                   |
| 16e speelronde | sc Heerenveen                                                                                        | 2 - 1 (0 - 1)                             | Excelsior                                                              | Opstelling sc Heerenveen: |
| za. 10 december 2016 Aanvangstijd: 19:45 uur Plaats: Heerenveen Abe Lenstra Stadion Toeschouwers: 21.600 Scheidsrechter: Pol van Boekel           | Sam Larsson 48' Sam Larsson 79'                                                                      | 0 - 1 1 - 1 2 - 1                         | 43' Nigel Hasselbaink                                                  | Mulder; Marzo, Schmidt, van Aken, Bijker; Kobayashi, van Amersfoort (92' Thorsby), Schaars (65' Namli); Zeneli (85' Slagveer), Reza, Larsson 26' Larsson 42' van Amersfoort                                         |
| 17e speelronde | Willem II                                                                                            | 2 - 1 (1 - 1)                             | sc Heerenveen                                                          | Opstelling sc Heerenveen: |
| vr. 16 december 2016 Aanvangstijd: 20:00 uur Plaats: Tilburg Koning Willem II-stadion Toeschouwers: 11.450 Scheidsrechter: Martin van den Kerkhof | Fran Sol 15' Fran Sol 58'                                                                            | 1 - 0 1 - 1 2 - 1                         | 24' (e.d.) Freek Heerkens                                              | Mulder; Marzo, Schmidt (85' Thorsby), van Aken, Bijker; Kobayashi, van Amersfoort (55' Namli), Schaars ; Zeneli (75' Slagveer), Reza, Larsson 90' Bijker                                                            |
| 18e speelronde | sc Heerenveen                                                                                        | 2 - 0 (0 - 0)                             | ADO Den Haag                                                           | Opstelling sc Heerenveen: |
| za. 14 januari 2017 Aanvangstijd: 18:30 uur Plaats: Heerenveen Abe Lenstra Stadion Toeschouwers: 20.400 Scheidsrechter: Jochem Kamphuis           | Reza Ghoochannejhad 63' Reza Ghoochannejhad 64' Sam Larsson 81' (pen.)                               | 1 - 0 2 - 0                               |                                                                        | Mulder ; Marzo, Schmidt, van Aken, Bijker; Kobayashi, van Amersfoort, Namli (77' Thorsby); Zeneli (89' Ødegaard), Reza, Larsson 35' van Amersfoort                                                                  |
| 19e speelronde | PSV                                                                                                  | 4 - 3 (2 - 1)                             | sc Heerenveen                                                          | Opstelling sc Heerenveen: |
| zo. 22 januari 2017 Aanvangstijd: 16:45 uur Plaats: Eindhoven Philips Stadion Toeschouwers: 33.900 Scheidsrechter: Bas Nijhuis                    | Davy Pröpper 32' Gastón Pereiro 40' Gastón Pereiro 76' (pen.) Marco van Ginkel 89' Héctor Moreno 90' | 0 - 1 1 - 1 2 - 1 2 - 2 2 - 3 3 - 3 4 - 3 | 5' Reza Ghoochannejhad 54' Reza Ghoochannejhad 80' Reza Ghoochannejhad | Mulder ; Marzo, St. Juste (82' Facey), Schmidt, Bijker; van Amersfoort (58' Ødegaard), Thorsby, Kobayashi; Zeneli (73' Slagveer), Reza, Larsson 44' St. Juste                                                       |
| 20e speelronde | sc Heerenveen                                                                                        | 0 - 0 (0 - 0)                             | FC Groningen                                                           | Opstelling sc Heerenveen: |
| zo. 29 januari 2017 Aanvangstijd: 12:30 uur Plaats: Heerenveen Abe Lenstra Stadion Toeschouwers: 21.750 Scheidsrechter: Ed Janssen                | |                                           |                                                                        | Mulder ; Marzo, Schmidt, van Aken, Bijker; Thorsby, Ødegaard (70' van Amersfoort), Kobayashi; Zeneli (74' Slagveer), Reza, Larsson 73' Thorsby                                                                      |
| 21e speelronde | FC Utrecht                                                                                           | 1 - 0 (1 - 0)                             | sc Heerenveen                                                          | Opstelling sc Heerenveen: |
| zo. 5 februari 2017 Aanvangstijd: 16:45 uur Plaats: Utrecht Stadion Galgenwaard Toeschouwers: 18.078 Scheidsrechter: Jochem Kamphuis              | Andreas Ludwig 25'                                                                                   | 1 - 0                                     |                                                                        | Mulder ; Marzo, St. Juste, van Aken, Bijker; Thorsby, Ødegaard (90' van Amersfoort), Kobayashi; Zeneli (80' Slagveer), Reza, Larsson 72',83' Larsson                                                                |
| 22e speelronde | sc Heerenveen                                                                                        | 1 - 2 (0 - 1)                             | AZ                                                                     | Opstelling sc Heerenveen: |
| zo. 12 februari 2017 Aanvangstijd: 14:30 uur Plaats: Heerenveen Abe Lenstra Stadion Toeschouwers: 21.250 Scheidsrechter: Bas Nijhuis              | Reza Ghoochannejhad 79'                                                                              | 0 - 1 0 - 2 1 - 2                         | 17' Muamer Tankovic 57' Iliass Bel Hassani                             | Mulder ; Marzo, St. Juste, van Aken, Bijker; Thorsby, Ødegaard (71' Veerman), Kobayashi (88' Namli); Slagveer (62' van Amersfoort), Reza, Zeneli 53',94' St. Juste 84' Bijker                                       |
| 23e speelronde | FC Twente                                                                                            | 1 - 0 (0 - 0)                             | sc Heerenveen                                                          | Opstelling sc Heerenveen: |
| za. 18 februari 2017 Aanvangstijd: 18:30 uur Plaats: Enschede De Grolsch Veste Toeschouwers: 25.100 Scheidsrechter: Serdar Gözübüyük              | Mateusz Klich 54' (pen.)                                                                             | 1 - 0                                     |                                                                        | Mulder ; Marzo, Schmidt, van Aken, Namli (77' Veerman); van Amersfoort (84' Ødegaard), Kobayashi, Thorsby; Zeneli, Reza, Larsson 53' Mulder 60' van Amersfoort 93' Schmidt                                          |
| 24e speelronde | sc Heerenveen                                                                                        | 3 - 0 (0 - 0)                             | Roda JC                                                                | Opstelling sc Heerenveen: |
| za. 25 februari 2017 Aanvangstijd: 20:45 uur Plaats: Heerenveen Abe Lenstra Stadion Toeschouwers: 22.100 Scheidsrechter: Siemen Mulder            | Doke Schmidt 60' Henk Veerman 89' Reza Ghoochannejhad 91' (pen.)                                     | 1 - 0 2 - 0 3 - 0                         |                                                                        | Mulder ; Marzo, Schmidt, van Aken, Bijker; Thorsby, Ødegaard (77' Veerman), Kobayashi; Zeneli, Reza, Larsson 10' Marzo                                                                                              |
| 25e speelronde | sc Heerenveen                                                                                        | - ( - )                                   | Go Ahead Eagles                                                        | Opstelling sc Heerenveen: |
| za. 4 maart 2017 Aanvangstijd: 19:45 uur Plaats: Heerenveen Abe Lenstra Stadion Toeschouwers: - Scheidsrechter: -                                 | |                                           |                                                                        | |
| 26e speelronde | Excelsior                                                                                            | - ( - )                                   | sc Heerenveen                                                          | Opstelling sc Heerenveen: |
| za. 11 maart 2017 Aanvangstijd: 20:45 uur Plaats: Rotterdam Stadion Woudestein Toeschouwers: - Scheidsrechter: -                                  | |                                           |                                                                        | |
| 27e speelronde | sc Heerenveen                                                                                        | - ( - )                                   | Feyenoord                                                              | Opstelling sc Heerenveen: |
| zo. 19 maart 2017 Aanvangstijd: 12:30 uur Plaats: Heerenveen Abe Lenstra Stadion Toeschouwers: - Scheidsrechter: -                                | |                                           |                                                                        | |

### KNVB Beker
| eerste ronde | sc Heerenveen | 5 - 1 (0 - 0) n.v.                        | de Graafschap                            | Opstelling sc Heerenveen: |
| di. 20 september 2016 Aanvangstijd: 20:45 uur Plaats: Heerenveen Abe Lenstra Stadion Toeschouwers: 11.150 Scheidsrechter: Christiaan Bax     | Reza Ghoochannejhad 17' (pen.) Henk Veerman 86' Henk Veerman 94' Arber Zeneli 95' Younes Namli 102' Stijn Schaars 105' | 0 - 0 0 - 1 1 - 1 2 - 1 3 - 1 4 - 1 5 - 1 | 67' Elvio van Overbeek                   | Mulder; Marzo, St. Juste, Facey, Bijker; Kobayashi, Thern (70' van Amersfoort), Schaars ; Slagveer (82' Namli), Reza (70' Veerman), Zeneli                      |
| tweede ronde | FC Eindhoven | 1 - 2 (1 - 2)                             | sc Heerenveen                            | Opstelling sc Heerenveen: |
| do. 27 oktober 2016 Aanvangstijd: 20:45 uur Plaats: Eindhoven Jan Louwers Stadion Toeschouwers: 2.615 Scheidsrechter: Martin van den Kerkhof | Jinty Caenepeel 34' | 0 - 1 0 - 2 1 - 2                         | 20' Younes Namli 30' Reza Ghoochannejhad | Mulder; Marzo, St. Juste, van Aken, Cavlan; Namli (74' Kobayashi), Thorsby, Schaars ; Slagveer (74' Larsson), Reza, Zeneli (89' Veerman) 29' Namli 72' van Aken |
| derde ronde | IJsselmeervogels | 0 - 1 (0 - 0)                             | sc Heerenveen                            | Opstelling sc Heerenveen: |
| di. 13 december 2016 Aanvangstijd: 20:45 uur Plaats: Spakenburg Sportpark De Westmaat Toeschouwers: 4.750 Scheidsrechter: Christiaan Bax     | | 0 - 1                                     | 88' Reza Ghoochannejhad                  | Mulder ; Marzo, van Aken, Bijker, Cavlan; Namli, Kobayashi, van Amersfoort (54' Thern); Slagveer (87' Thorsby), Reza, Zeneli (76' Larsson) 34' van Aken         |
| kwartfinale | AZ | 1 - 0 (0 - 0)                             | sc Heerenveen                            | Opstelling sc Heerenveen: |
| wo. 25 januari 2017 Aanvangstijd: 20:45 uur Plaats: Alkmaar AFAS Stadion Toeschouwers: 8.276 Scheidsrechter: Björn Kuipers                   | Derrick Luckassen 71'                                                                                                  | 1 - 0                                     |                                          | Mulder ; Marzo, Schmidt, St. Juste (86' van Amersfoort), Bijker; Ødegaard, Thorsby, Kobayashi; Zeneli, Reza, Larsson 4' Kobayashi 36' Thorsby 79' St. Juste     |

## Statistieken

### Eredivisie
| Nr. | Naam                                                   | Goal |
| --- | ------------------------------------------------------ | ---- |
| 1   | Ghoochannejhad                                         | 14   |
| 2   | Larsson                                                | 7    |
| 3   | Zeneli                                                 | 6    |
| 4   | Veerman                                                | 4    |
| 5   | St. Juste                                              | 2    |
| 6   | Schaars Slagveer v. Amersfoort Marzo Kobayashi Schmidt | 1    |
|     | Eigen doelpunt tegenstander                            | 1    |

| Nr. | Naam                          | Assists |
| --- | ----------------------------- | ------- |
| 1   | Larsson                       | 8       |
| 2   | Marzo                         | 4       |
| 3   | Slagveer v. Amersfoort Zeneli | 3       |
| 4   | Ghoochannejhad                | 2       |
| 5   | St. Juste Thorsby Ødegaard    | 1       |

| Nr. | Naam                                                   | Kreeg geel |
| --- | ------------------------------------------------------ | ---------- |
| 1   | Bijker v. Amersfoort                                   | 5          |
| 2   | St. Juste                                              | 4          |
| 3   | Mulder Larsson                                         | 3          |
| 4   | v. Aken Thorsby Marzo                                  | 2          |
| 5   | Schmidt Veerman Schaars Facey Ghoochannejhad Kobayashi | 1          |

| Nr. | Naam                            | Weggestuurd |
| --- | ------------------------------- | ----------- |
| 1   | Huizing Facey St. Juste Larsson | 1           |

Positie per speelronde
| 8 |

| 9 |

| 13 |

| 11 |

| 7 |

| 5 |

| 4 |

| 4 |

| 3 |

| 3 |

| 4 |

| 4 |

| 4 |

| 5 |

| 4 |

| 4 |

| 4 |

| 4 |

| 4 |

| 4 |

| 5 |

| 6 |

| 7 |

| 6 |

|  |

|  |

|  |

|  |

|  |

|  |

|  |

|  |

|  |

|  |

| Legenda  |                                                           |
| Plaats:  | Kwalificatie voor:                                        |
| 1        | Groepsfase Champions League                               |
| 2        | Derde voorronde, voor niet kampioenen Champions League    |
| 3        | Play-offs ronde Europa League                             |
| 4 t/m 7  | Play-offs voor de derde voorronde Europa League           |
| 8 t/m 15 | –                                                         |
| 16 & 17  | Play-offs tegen degradatie naar de Eerste divisie         |
| 18       | Degradatie naar de Eerste divisie                         |
| Symbool: | Betekenis:                                                |
| Gestegen | Plaats(en) gestegen ten opzichte van vorige speelronde    |
| Stabiel  | Plaats gelijk gebleven ten opzichte van vorige speelronde |
| Gedaald  | Plaats(en) gezakt ten opzichte van vorige speelronde      |

### KNVB Beker
| Nr. | Naam                         | Goal |
| --- | ---------------------------- | ---- |
| 1   | Veerman Namli Ghoochannejhad | 2    |
| 2   | Zeneli Schaars               | 1    |

| Nr. | Naam                        | Assists |
| --- | --------------------------- | ------- |
| 1   | Schaars                     | 2       |
| 2   | Zeneli Bijker Marzo Larsson | 1       |

| Nr. | Naam    | Kreeg geel |
| --- | ------- | ---------- |
| 1   | v. Aken | 2          |
| 2   | Namli   | 1          |

## Transfers

### Aangetrokken
| Speler               | Vorige club       | Contract tot | Bijzonderheden             |
| -------------------- | ----------------- | ------------ | -------------------------- |
| Pelle van Amersfoort | Almere City FC    | 2018         | was verhuurd               |
| Jordy Bruijn         | AFC Ajax          | 2017+1       | transfervrij               |
| Wouter van der Steen | Helmond Sport     | 2018         | transfervrij               |
| Reza Ghoochannejhad  | Charlton Athletic | 2018         | transfervrij               |
| Stijn Schaars        | PSV               | 2018+1       | transfervrij               |
| Yuki Kobayashi       | Júbilo Iwata      | 2019         |                            |
| Shay Facey           | Manchester City   | 2017         | gehuurd met optie tot koop |

| Speler          | Vorige club | Contract tot | Bijzonderheden |
| --------------- | ----------- | ------------ | -------------- |
| Martin Ødegaard | Real Madrid | 2018         | gehuurd        |

### Vertrokken
| Speler            | Nieuwe club    | Bijzonderheden                           |
| ----------------- | -------------- | ---------------------------------------- |
| Pascal Huser      | FC Emmen       | contract niet verlengd                   |
| Stephen Warmolts  | Helmond Sport  | contract niet verlengd, werd al verhuurd |
| Joey van den Berg | Reading FC     | contract niet verlengd                   |
| Pelé van Anholt   | Willem II      | contract niet verlengd                   |
| Jordy ter Borgh   | Almere City FC | contract niet verlengd                   |
| Szabolcs Varga    | MTK Boedapest  | werd al verhuurd                         |

| Speler            | Nieuwe club | Bijzonderheden |
| ----------------- | ----------- | -------------- |
| Mitchell te Vrede | Boluspor    |                |

### Verhuur
| Speler                | Nieuwe club   | Bijzonderheden |
| --------------------- | ------------- | -------------- |
| Maarten de Fockert    | VVV Venlo     |                |
| Robert van Koesveld   | Helmond Sport |                |
| Kenneth Otigba        | Kasımpaşa SK  | optie tot koop |
| Branco van den Boomen | Willem II     |                |
| Luka Zahovic          | NK Maribor    |                |
| Wieger Sietsma        | FC Emmen      |                |

| Speler | Nieuwe club | Bijzonderheden |
| ------ | ----------- | -------------- |